# Placówka Straży Celnej „Kazanice”

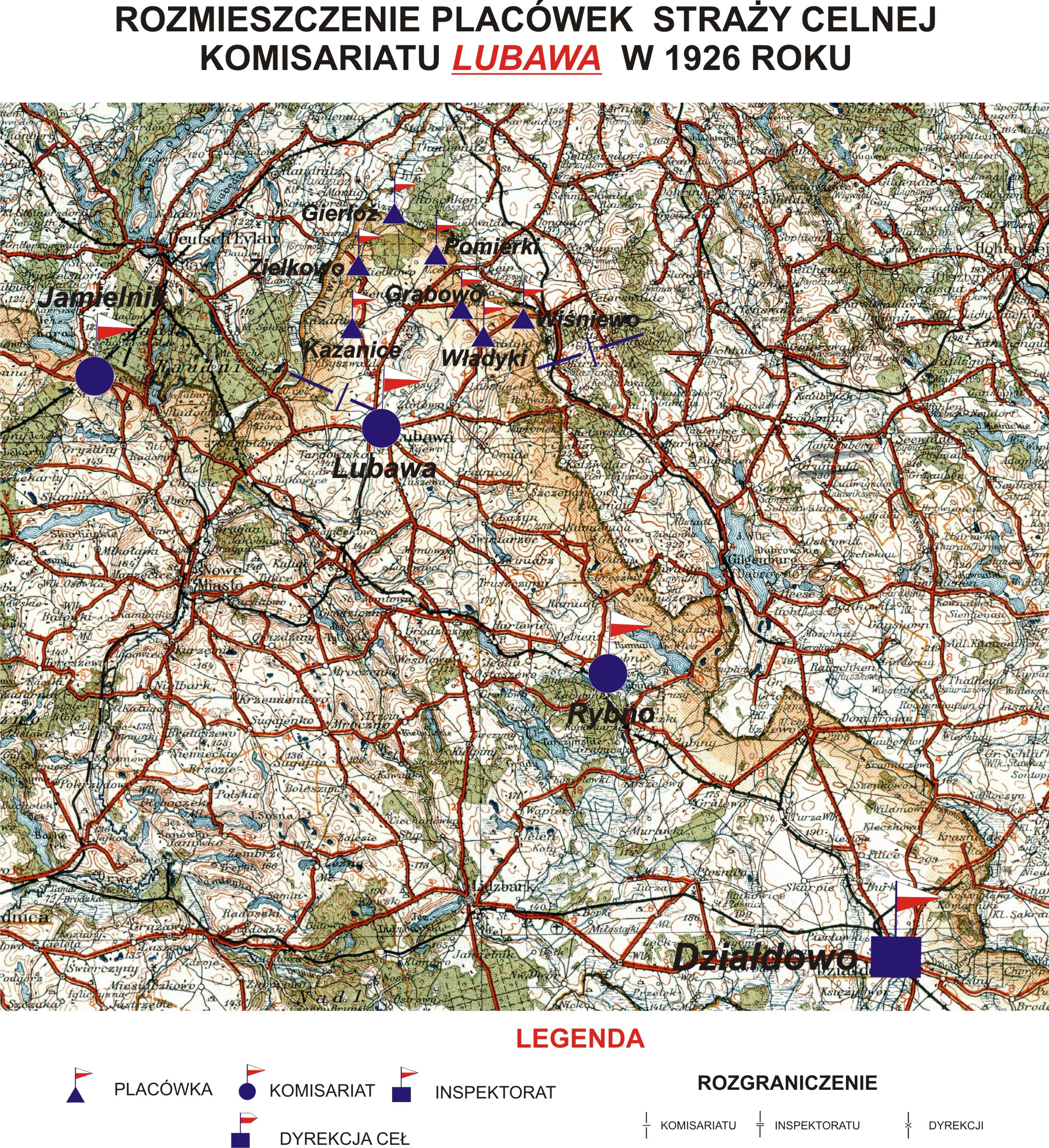
Rozmieszczenie placówek SC komisariatu "Lubawa" w 1926 roku

Placówka Straży Celnej „Kazanice” – jednostka organizacyjna Straży Celnej pełniąca w okresie międzywojennym służbę ochronną na granicy polsko-niemieckiej.

## Formowanie i zmiany organizacyjne
Na wniosek Ministerstwa Skarbu, uchwałą z 10 marca 1920 roku, powołano do życia Straż Celną. Jednostki Straży Celnej rozpoczęły przejmowanie odcinków granicy od pododdziałów Batalionów Celnych. W 1921 roku w Rozentalu stacjonował sztab 2 kompanii 13 batalionu celnego. Kompania wystawiała między innymi placówkę w Kazanicach. Proces tworzenia Straży Celnej trwał do końca 1922 roku. Placówka Straży Celnej „Kazanice” weszła w podporządkowanie komisariatu Straży Celnej „Lubawa” z Inspektoratu SC „Działdowo”.
W drugiej połowie 1927 roku przystąpiono do gruntownej reorganizacji Straży Celnej. W praktyce skutkowało to rozwiązaniem tej formacji granicznej. Ochronę północnej, zachodniej i południowej granicy państwa przejęła powołana z dniem 2 kwietnia 1928 roku Straż Graniczna. W strukturach nowo powstałej formacji nie odtworzono placówki „Kazanice”.

## Służba graniczna
Sąsiednie placówki
- placówka Straży Celnej „Zielkowo” ⇔ placówka Straży Celnej „Rodzone” – 1926[9]

## Funkcjonariusze placówki
Kierownicy placówki
| stopień          | imię i nazwisko, numer    | okres pełnienia służby | kolejne stanowisko |
| ---------------- | ------------------------- | ---------------------- | ------------------ |
| starszy strażnik | Franciszek Brzeski (2252) | był w 1926             |                    |

Obsada personalna placówki w 1926:
- starszy strażnik Franciszek Brzeski (2252)
- strażnik Józef Zych (2791)
- strażnik Konstanty Duszczak (2390)